# 17. Międzynarodowy Festiwal Filmowy w Wenecji
17. Międzynarodowy Festiwal Filmowy w Wenecji odbył się w dniach 28 sierpnia – 9 września 1956 roku.
Jury pod przewodnictwem brytyjskiego dokumentalisty Johna Griersona postanowiło nie przyznawać nikomu Złotego Lwa, nagrody głównej festiwalu (w kolejnych edycjach regulamin imprezy zabraniał już podjęcia takiej decyzji). Przyznało natomiast wyróżnienia specjalne oraz nagrody aktorskie.

## Członkowie jury

### Konkurs główny
- John Grierson, brytyjski reżyser − przewodniczący jury[2]
- André Bazin, francuski krytyk filmowy
- G.B. Cavallaro, włoski krytyk filmowy
- Fridrich Ermler, rosyjski reżyser
- James Quinn, dyrektor Brytyjskiego Instytutu Filmowego
- Kiyohiko Ushihara, japoński reżyser
- Luchino Visconti, włoski reżyser